# A harmadik bolgár leva pénzérméi
A harmadik bolgár leva pénzérméi 1962 és 1999 között voltak forgalomban. Kezdetben 1 stotinka, 2, 5, 10, 20 és 50 stotinki, valamint 1 leva értékű érméket helyeztek forgalomba, de mivel 1991 és 1996 között az átlagos éves infláció 130% volt, és 1997-re ez a szám elérte az 1058%-ot, 1997-ben már az 50 levás volt a legnagyobb névértékű érme.[forrás?] Az érméket 1999-ben kivonták a forgalomból, és felváltották a negyedik bolgár leva pénzérméi.

## Érmék
A bolgár címer változásával az 1, 2, 5, 10, 20, 50 st. és 1 levás érmék közül a két legkisebb értékű anyagváltoztatást kapott, a többi érmén csak a címer, és egy páron a paraméterek is változtak.
| Névérték    | Előlap                   | Hátlap          | Átmérő   | Tömeg  | Vastagság | Anyag           | Verési év(ek)         |
| ----------- | ------------------------ | --------------- | -------- | ------ | --------- | --------------- | --------------------- |
| 1 stotinka  | Névérték, Két búzakalász | Bulgária címere | 15 mm    | 1 g    | 0,9 mm    | Bronz           | 1962, 1970            |
| 1 stotinka  | Névérték, Két búzakalász | Bulgária címere | 15 mm    | 1 g    | 0,9 mm    | Sárgaréz        | 1974, 1981, 1988-1990 |
| 2 stotinki  | Névérték, Két búzakalász | Bulgária címere | 18 mm    | 2 g    | 1,1 mm    | Bronz           | 1962                  |
| 2 stotinki  | Névérték, Két búzakalász | Bulgária címere | 18,1 mm  | 2 g    | 1,1 mm    | Sárgaréz        | 1974, 1981, 1988-1990 |
| 5 stotinki  | Névérték, Két búzakalász | Bulgária címere | 22 mm    | 3 g    | N/A       | Sárgaréz        | 1962                  |
| 5 stotinki  | Névérték, Két búzakalász | Bulgária címere | 22,35 mm | 3,1 g  | 1,1 mm    | Sárgaréz        | 1974, 1988-1990       |
| 10 stotinki | Névérték, Két búzakalász | Bulgária címere | 17 mm    | 1,6 g  | 1,1 mm    | Nikkel-sárgaréz | 1962                  |
| 10 stotinki | Névérték, Két búzakalász | Bulgária címere | 17 mm    | 1,6 g  | 1,1 mm    | Nikkel-réz      | 1974, 1988-1990       |
| 10 stotinki | Névérték                 | Ősi oroszlán    | 17,2 mm  | 1,6 g  | 1,35 mm   | Nikkel-sárgaréz | 1992                  |
| 20 stotinki | Névérték, Két búzakalász | Bulgária címere | 21,2 mm  | 2,85 g | 1,15 mm   | Nikkel-réz      | 1962                  |
| 20 stotinki | Névérték, Két búzakalász | Bulgária címere | 21,2 mm  | 3,1 g  | 1,12 mm   | Nikkel-réz      | 1974, 1988-1990       |
| 20 stotinki | Névérték                 | Ősi oroszlán    | 19,2 mm  | 2 g    | 1,15 mm   | Nikkel-sárgaréz | 1992                  |
| 50 stotinki | Névérték, Két búzakalász | Bulgária címere | 23 mm    | 4 g    | 1,4 mm    | Nikkel-réz      | 1962                  |
| 50 stotinki | Névérték, Két búzakalász | Bulgária címere | 23,3 mm  | 4 g    | 1,35 mm   | Nikkel-sárgaréz | 1974, 1988-1990       |
| 50 stotinki | Névérték                 | Ősi oroszlán    | 21,2 mm  | 3 g    | 1,3 mm    | Nikkel-sárgaréz | 1992                  |
| 1 leva      | Névérték, Két búzakalász | Bulgária címere | 25 mm    | 4,8 g  | 1,4 mm    | Nikkel-réz      | 1962                  |
| 1 leva      | Névérték, Két búzakalász | Bulgária címere | 25,2 mm  | 4,1 g  | 1,25 mm   | Nikkel-sárgaréz | 1988-1990             |
| 1 leva      | Névérték                 | Madarai lovas   | 23,2 mm  | 4 g    | 1,5 mm    | Nikkel-sárgaréz | 1992                  |
| 2 leva      | Névérték                 | Madarai lovas   | 25,2 mm  | 5 g    | 1,5 mm    | Nikkel-sárgaréz | 1992                  |
| 5 leva      | Névérték                 | Madarai lovas   | 27,2 mm  | 6 g    | 1,4 mm    | Nikkel-sárgaréz | 1992                  |
| 10 leva     | Névérték                 | Madarai lovas   | 30,2 mm  | 9 g    | 1,5 mm    | Nikkel-réz      | 1992                  |
| 10 leva     | Névérték                 | Madarai lovas   | 15,5 mm  | 1,5 g  | 1,2 mm    | Sárgaréz        | 1997                  |
| 20 leva     | Névérték                 | Madarai lovas   | 17,4 mm  | 2,5 g  | 1,4 mm    | Sárgaréz        | 1997                  |
| 50 leva     | Névérték                 | Madarai lovas   | 19,5 mm  | 3,5 g  | 1,5 mm    | Sárgaréz        | 1997                  |